# José Pemartín Sanjuán
José Pemartín Sanjuán (Jerez de la Frontera, Cádiz, 29 de febrero de 1888-Madrid, 6 de febrero de 1954) fue un político y escritor español, apologista de la dictadura de Primo de Rivera y colaborador de la revista contrarrevolucionaria Acción Española durante los años de la II República. Adherido al bando sublevado durante la guerra civil española, defendió con vehemencia la necesidad de «renacionalizar España» y de convertir la enseñanza de la historia de la España eterna y única en una «segunda religión».
Su destacada obra Qué es lo nuevo (1937) fue considerada por Herbert Southworth, al servicio del Spanish Information Bureau de Nueva York, como el Mein Kampf franquista. En ella Pemartín conciliaba el fascismo de Falange con el tradicionalismo español para lograr el ideal de un «fascismo católico estilo siglo XVI» en el que Franco encarnaría la figura de Felipe II, y abogaba por la unión con los fascismos italiano y alemán en su lucha contra las democracias y el socialismo.

## Biografía
Hijo de una acaudalada familia de bodegueros jerezanos, de origen francés, que entró en bancarrota en la década de 1870, recibió una "formación privilegiada". Era hermano de Julián Pemartín Sanjuán y primo de José María Pemán Pemartín. Estudió en el Colegio de los Hermanos Marianistas de Jerez y prosiguió sus estudios en el Colegio de los dominicos de Arcueil (París). Obtuvo el Bachillerato de Latín y Ciencias en la Sorbona (1904). En la misma Sorbona siguió los cursos de literatura de Émile Faguet y en el Collège de France asistió a los cursos de filosofía de Henri Bergson. En 1907 ingresó en la Escuela Central de Artes y Manufacturas de París y se licenció como Ingeniero de Minas en 1910. Se trasladó después a Gran Bretaña, donde amplió estudios de literatura y ciencias y viajó por diversos países europeos entre 1912 y 1913. Al volver a España, se hizo cargo de la gerencia de las bodegas familiares en 1916.
Se comprometió desde un principio con la dictadura de Primo de Rivera, en la que ocupó puestos de responsabilidad, hasta llegar a ser designado como miembro de la Asamblea Nacional Consultiva en 1927. Dio a conocer su pensamiento a través de artículos en diarios, conferencias, y sobre todo, en su obra Los valores históricos en la Dictadura española (1928). 
Al producirse la caída de la Dictadura de Primo de Rivera, en 1930, fue uno de los fundadores de la Unión Monárquica Nacional, para pasar después a militar —durante la Segunda República— en Renovación Española. Fue uno de los mentores más destacados de José Antonio Primo de Rivera. 
Colaboró en la revista de pensamiento contrarrevolucionario Acción Española.
Se adhirió al alzamiento de julio de 1936, por lo que fue nombrado jefe del Servicio Nacional de Enseñanza Superior y Media del Ministerio de Educación Nacional (1938). El 19 de febrero de 1938 se fundó en San Sebastián la Asociación de Amigos de Alemania (AAA), de cuyo comité directivo Pemartín pasó a ser miembro.

## Obras
- Los valores históricos en la Dictadura española (Madrid, Junta de propaganda patriótica y ciudadana, 1929).[8]
- Qué es "lo nuevo" : consideraciones sobre el momento español presente (Sevilla : Cultura Española, 1937).[9]
- Introducción a una filosofía de lo temporal; doce lecciones sobre espacio,tiempo,causalidad. Conferencias destinadas al curso para estudiantes universitarios abierto en Madrid (Sevilla, Imp.Álvarez y Zambrano, 1937).[10]
- Los orígenes del Movimiento (Burgos: Hijos de Santiago Rodríguez, 1938).[11]
- Algunas enseñanzas de la crisis mundial : vitalidad de las formas políticas, conferencia pronunciada el 6 de junio de 1945 (Madrid : Sucesores de Rivadeneyra, 1945).[12]
- Los fundamentos de la contrarrevolución. Discurso leído en el acto de su recepción como académico de número (Madrid, Real Academia de Ciencias Morales y Políticas, 1951).

## Condecoraciones
Recibió las cruces de Alfonso X el Sabio y la de Cisneros.